# طيور الورق
طيور الورق (الاسم العلمي: Chloropseidae)، فصيلة من الطيور الجواثم الصغيرة الموجودة في شبه القارة الهندية وجنوب شرق آسيا. جُمعت سابقًا مع الإيوريات وطائر الجنية الزرقاء في فصيلة العيرنيات (Irenidae). كما هو محدد حاليًا، فإن عائلة طيور الورق تُصنف بوصفها فصيلة أحادية الأصل، مع وضع جميع الأنواع في جنس Chloropsis.